# رنیبلاس
رنیبلاس (اسپانیایی: Renieblas‎) یک منطقه مسکونی در استان سریا در بخش خودمختار کاستیا و لئون در کشور اسپانیا است.